# Joan Saura i Laporta
|  | Aquest article tracta sobre el polític català. Si cerqueu el músic català, vegeu «Joan Saura Martí». |

Joan Saura i Laporta (Barcelona, 24 d'abril de 1950) és un enginyer tècnic en química industrial i polític català. Ha estat conseller d'Interior, Relacions Institucionals i Participació de la Generalitat de Catalunya de la Generalitat de Catalunya de 2006 a 2010 i Conseller de Relacions Institucionals i Participació de 2003 a 2006. També va ser el president d'Iniciativa per Catalunya Verds.
L'any 2025 va rebre la Creu de Sant Jordi atorgada per la Generalitat de Catalunya com a reconeixement a la seva tasca.

## Orígens i inici de la vida política
Va ser jugador dels equips juvenils del Futbol Club Barcelona. La seva companya és la també ex-dirigent d'ICV Imma Mayol. Va començar la seva vida laboral a la companyia elèctrica FECSA, on l'any 1973 va entrar a militar a la secció sindical de Comissions Obreres. El 1974 va ser un dels fundadors de l'Associació de Veïns de la Florida a l'Hospitalet de Llobregat.
El 1979, en les primeres eleccions municipals democràtiques després del franquisme va ser escollit regidor pel Partit Socialista Unificat de Catalunya (PSUC) a l'Hospitalet de Llobregat, i per mitjà del Pacte de Progrés, va ocupar el càrrec de primer tinent d'alcalde. Així mateix també va ser diputat provincial. Entre els anys 1983 i 1987, Saura va presidir la Comissió de Transports de la Corporació Metropolitana de Barcelona.
El 1987 Saura va participar en la creació d'Iniciativa per Catalunya (IC) com a federació de diversos partits, entre ells el PSUC. El 1993 va ser elegit vicepresident d'IC. Entre el 1988 i el 1995 va ser diputat per Barcelona al Parlament de Catalunya per Iniciativa per Catalunya, realitzant una tasca destacada en nombroses comissions.

## Al Congrés dels Diputats
A les eleccions estatals de 1996 i de 2000 va ser escollit per Barcelona al Congrés dels Diputats, en la segona ocasió com a cap de llista. Durant aquest mandat va haver de viure el traumàtic trencament entre Iniciativa per Catalunya i l'organització estatal Izquierda Unida.
Durant la seva etapa al parlament espanyol va exercir l'acusació popular en la causa contra l'exdictador xilè Augusto Pinochet i també en la causa per un presumpte delicte d'alçament de béns perpetrat pels directius i gerents de la societat ERCROS. La seva personació com acció popular va permetre que el cas sobre les cessions de crèdit emeses pel Banc de Santander continués obert i que, per tant, continuessin les investigacions.
Les seves iniciatives parlamentàries van anar encaminades a defensar la dignificació del salari mínim interprofessional, a la lluita contra la sinistralitat laboral, al retorn dels papers de la Generalitat de l'arxiu de Salamanca, al matrimoni de les persones homosexuals, a la paritat entre homes i dones, al permís de paternitat, a la imposició de la Taxa Tobin, o la denúncia de les subvencions a la Fundación Francisco Franco i a la política fiscal del Partit Popular.
Saura també es va oposar al Plan Hidrológico Nacional, a l'enduriment del Codi Penal, a la involutiva reforma del mercat de treball, a la LOU i la llei de qualitat de l'ensenyament, a la il·legalització de Batasuna, a la gestió del cas Prestige i a la Guerra de l'Iraq.

## President d'Iniciativa per Catalunya Verds
El novembre de 2000, en el marc de la Sisena Assemblea Nacional d'Iniciativa per Catalunya Verds (ICV), va ser elegit president de la formació, liderant una etapa de renovació i reconstrucció del partit. El juny de 2002 Saura va tancar un acord electoral amb Esquerra Unida i Alternativa (EUiA), tancant la ferida oberta pel distanciament de les dues formacions l'any 1997. Aquest acord, i la renovació i clarificació de la línia ideològica d'ICV vers l'ecosocialisme van portar la coalició ICV-EUiA a millorar substancialment els seus resultats electorals. Així Saura va encapçalar la llista a les eleccions del Parlament de Catalunya de 2003 com a presidenciable i la formació va veure incrementat el seu nombre de vots i va passar de tres a nou diputats.
Durant el 2004 va convocar un referèndum intern per tal de consultar a la militància de l'organització el posicionament que aquesta havia de prendre davant el Tractat Constitucional Europeu, en què va sortir vencedora la tesi del NO.

## Conseller de Relacions Institucionals i Participació
Després de l'Acord del Tinell per a la formació d'un govern catalanista i de progrés a Catalunya, subscrit per PSC, ERC i la pròpia ICV-EUiA a l'inici de desembre de 2003, Saura va ser nomenat Conseller de Relacions Institucionals i Participació en el govern Pasqual Maragall. Des d'aquesta conselleria va posar en funcionament una campanya de participació ciutadana per a l'elaboració del nou estatut de Catalunya, campanya que va recollir més de 80.000 aportacions ciutadanes. Ha liderat el procés estatutari fins a la seva fase final de negociació entre les forces parlamentàries. Així mateix tots els membres del govern han destacat la seva habilitat per buscar posicions de consens en les diverses crisis que ha patit l'anomenat govern "tripartit".

## Conseller d'Interior, Relacions Institucionals i Participació
Després de les eleccions anticipades al Parlament de Catalunya de l'1 de novembre de 2006, ICV-EUiA va passar de nou a dotze diputats. El 7 de novembre va comunicar-se que PSC, ERC i ICV-EUiA, havien tornat a pactar per formar govern. El 29 de novembre va ser investit Conseller d'Interior i Relacions Institucionals, succeint per part de l'antiga Conselleria d'Interior, a Montserrat Tura, i per part de la Conselleria de Relacions Institucionals i Participació havia estat renovat del càrrec.
Durant la «Manifestació per la Pau» del 10 de gener de 2009 en contra de l'operació israeliana Plom Fos, de final de 2008 i principi de 2009, Joan Saura va participar en una manifestació a Barcelona en la qual es van cridar consignes com «Visca Hamàs!» «mort als infidels!» i es van exhibir pistoles per manifestants amb la cara amagada per passamuntanyes. La seva presència a la manifestació i les seves declaracions posteriors van rebre crítiques des de distints sectors polítics i periodístics, demanant-se inclús la seva dimissió.
La repressió de la protesta dels estudiants universitaris contra el pla Bolonya el mes de març de 2009 va tenir com a resultat més de cinquanta ferits, cosa que va provocar que des de CiU i el PP es responsabilitzés Saura de la violència, a més a més que el PP va demanar també la seva dimissió. El Col·legi de Periodistes de Catalunya va demanar al conseller Joan Saura que obrís una investigació per aclarir les agressions que van patir almenys 31 informadors durant aquestes manifestacions d'estudiants a Barcelona. Diversos fotoperiodistes van rebre cops a les càmeres, van ser colpejats amb les porres en el braç on duien el braçal d'identificació i van patir cops a les cames i l'esquena. Alguns d'ells van ser agredits mentre caminaven fora de la manifestació.
Amb motiu de la diada nacional de 2009, i com a part de les celebracions, va ser convidada la cantant israeliana Noa, que va cantar acompanyada amb l'Orquestra Àrab de Barcelona. Hi va haver una polèmica, perquè diversos mitjans de comunicació van assenyalar que Noa "«a ser convidada i, alhora, els mateixos que la van convidar van emparar una protesta en contra».